# Братман-Бродовский, Стефан Иоахимович
Стефан Иоахимович Братман-Бродовский (1880 — 1937) — советский дипломат, участник революции и гражданской войны в России.

## Биография
Член РСДРП с 1903 года. Окончил реальное училище (1897) и техническое училище (1901) в Варшаве.
- В 1904—1905 годах — на военной службе.
- В 1906—1918 годах — на партийной работе.
- С 17 марта по 9 июня 1919 года — член РВС Белорусско-Литовской Армии.
- С 9 июня по 22 июня 1919 года — член РВС 16-й армии Западного фронта.
- В 1919—1920 годах — сотрудник ЦК РКП(б).
- В 1920—1924 годах — секретарь  Полномочного представительства РСФСР/СССР в Германии.
- В 1924—1929 годах — советник Полномочного представительства СССР в Германии, поверенный в делах СССР в Германии.
- В 1932—1933 годах — уполномоченный НКИД СССР при СНК Украинской ССР.
- С 10 октября 1933 по 25 октября 1937 года — полномочный представитель СССР в Латвии[1].

2 июля 1937 года арестован по обвинению в «участии в контрреволюционной террористической организации». Осуждён Военной коллегией Верховного суда СССР 27 октября 1937 года и в тот же день расстрелян. Реабилитирован ВКВС СССР 30 мая 1956 года. 
Похоронен на Донском кладбище Москвы.